# Sept Jours à La Havane
Pour plus de détails, voir Fiche technique et Distribution.
Sept Jours à La Havane (Siete días en La Habana) est un film à sketches franco-espagnol réalisé par Benicio del Toro, Pablo Trapero, Julio Medem, Elia Suleiman, Gaspar Noé, Juan Carlos Tabío et Laurent Cantet, sorti en 2011.

## Synopsis
Chaque chapitre raconte une journée de la semaine, à travers le quotidien d’un personnage différent.
Lundi El Yuma
Teddy Atkins est un touriste nord-américain qui vient à la Havane pour la première fois. Son chauffeur cubain va lui faire faire un tour de la ville peu conventionnel.
Mardi Jam session
Emir Kusturica se rend à Cuba pour recevoir un prix. Il va à la découverte du monde de la nuit cubaine avec son chauffeur, un excellent trompettiste…
Mercredi La tentación de Cecilia
Cecilia doit faire un choix crucial : partir en Espagne vivre un amour naissant avec Leonardo, un jeune imprésario espagnol, ou rester à la Havane avec José.
Jeudi Diary of a beginner
Elia Suleiman arrive à la Havane pour une entrevue avec le Président Castro. En attendant l'heure du rendez-vous, il déambule dans la ville.
Vendredi Ritual
Des parents, découvrant que leur fille adolescente a une relation homosexuelle, décident de la faire exorciser lors d'une cérémonie nocturne au milieu de la jungle.
Samedi Dulce amargo
La vie "normale" de Mirta, entre ses deux emplois, et les gâteaux qu'elle fait pour répondre aux besoins de son foyer et de sa famille.
Dimanche La fuente
Martha et ses voisins organisent en une journée une cérémonie dédiée à la vierge Oshun, qui est apparue en rêve à Martha.

## Fiche technique
- Titre original : Siete días en La Habana
- Titre français : Sept Jours à La Havane
- Réalisation : Benicio del Toro (El Yuma), Pablo Trapero (Jam session), Julio Medem (La tentación de Cecilia), Elia Suleiman (Diary of a beginner), Gaspar Noé (Ritual), Juan Carlos Tabío (Dulce amargo) et Laurent Cantet (La fuente)
- Scénario : Leonardo Padura
- Photographie : Daniel Aranyó, Diego Dussuel
- Montage : Thomas Fernandez, Rich Fox, Véronique Lange, Alex Rodríguez et Zack Stoff
- Musique : Descemer Bueno, Kelvis Ochoa
- Production : Laurent Baudens, Didar Domehri, Álvaro Longoria, Gael Nouaille et Fabien Pisani
- Sociétés de production : Full House (France) et Morena Films (Espagne)
- Société de distribution : Wild Bunch (France)
- Budget : 3 000 000 €
- Pays de production :  France,  Espagne
- Langue originale : espagnol, anglais
- Format : couleur — 1,85:1 — son Dolby numérique
- Genre : film à sketches
- Durée : 129 minutes (2 h 9 min)
- Dates de sortie :
  - Cuba : 10 décembre 2011 (festival international du nouveau cinéma latino-américain de La Havane)[1],[2]
  - France : 23 mai 2012 (Festival de Cannes) ; 30 mai 2012 (sortie nationale)
  - Belgique : 1er août 2012
  - Espagne : 24 septembre 2012 (Festival international du film de Saint-Sébastien) ; 5 octobre 2012 (sortie nationale)

## Distribution
El Yuma
- Josh Hutcherson (VF : Alexis Tomassian) : Teddy Atkins
- Vladimir Cruz
- Daisy Granados
- Othello Renzoli

Jam Session
- Emir Kusturica (VF : Omar Yami) : lui-même
- Alexander Abreu : le chauffeur

La Tentadión de Cecilia
- Daniel Brühl (VF : Laurent Morteau) : l'imprésario
- Melvis Estévez (VF : Béatrice Bruno) : Cécilia
- Leonardo Benitez (VF : Pascal Nowak) : José

Diary of a Beginner
- Elia Suleiman : lui-même
- Sebastian Barruso

Ritual
- Othello Rensoli : Remigio
- Cristela Herrera
- Dunia Matos

Dulce amargo
- Mirta Ibarra (VF : Perrette Pradier) : Martha
- Jorge Perugorría
- Melvis Santa Estevez
- Beatriz Dorta

La fuente
- Natalia Amore
- Othello Rensoli (VF : Namakan Koné) : Remigio
- Alexis Vidal

- Version française
  - Société de Doublage : RGB
  - Direction artistique : Éric Legrand

 Source et légende : version française (VF) sur RS Doublage et selon le carton du doublage français.

## Distinctions

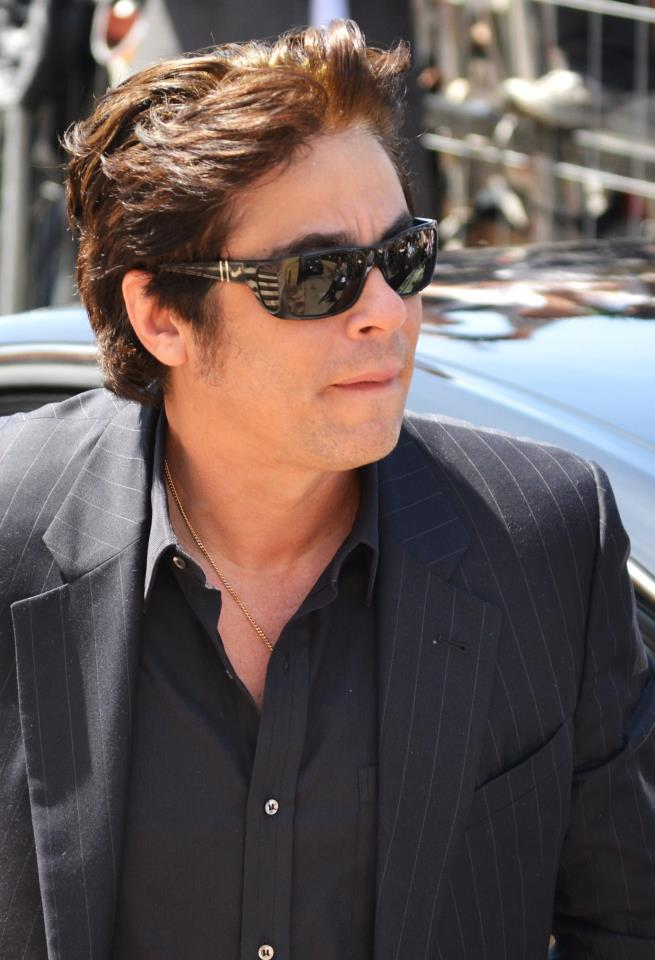
Le réalisateur Benicio del Toro à la première française du film au Festival de Cannes 2012.

- Sélectionné pour le Festival de Cannes 2012, section Un certain regard

## Réception critique
« Pas mal. El Yuma, de Benicio del Toro, [...] : bien mené et assez amusant. La Fuente, de Laurent Cantet, [...] : un peu longuet, mais prenant, car il filme la passion de l'intéressée et la solidarité de ses voisins.
Passables. Jam Session, de Pablo Trapero. Ritual, de Gaspar Noé.
Pas bons. Tous les autres. »

— Christophe Carrière, L'Express, 29 mai 2012